# Curzay-sur-Vonne
Curzay-sur-Vonne é uma comuna francesa na região administrativa da Nova Aquitânia, no departamento de Vienne. Estende-se por uma área de 16,52 km². Em 2010 a comuna tinha 405 habitantes (densidade: 24,5 hab./km²).